# Jahn-Bergturnfest
Das Jahn-Bergturnfest ist eine mehrtägige, traditionelle, internationale Sportveranstaltung, die seit dem 11. August 1935 im jährlichen Rhythmus auf dem Bückeberg im Landkreis Schaumburg in Niedersachsen, Deutschland, stattfindet. Benannt wurde es nach dem als „Turnvater“ apostrophierten Friedrich Ludwig Jahn. Das innerhalb des Naturparks Weserbergland Schaumburg-Hameln veranstaltete Bergturnfest ist für internationale Teilnehmer offen; es haben bislang Aktive aus Deutschland, Österreich, der Schweiz und Italien (Südtirol) teilgenommen. 1995 wurde das seit 1967 mit bis zu 1000 Teilnehmern stattfindende Schaumburger Kinder- und Jugendturnfest eingegliedert, es firmiert dennoch weiterhin unter dieser Bezeichnung.

## Geschichte

### 1935 bis 1945
Die Veranstaltung basiert auf einer bis 1934 von der Deutschen Turnerschaft (DT) durchgeführten Laufveranstaltung, dem Lauf um den Bückeberg, der sich über eine Distanz von 15 Kilometern erstreckte. In den Jahren 1934 und 1935 wurde Abraum der Obernkirchener Sandsteinbrüche genutzt, um mit Hilfe der Turner aus den Vereinen des Landkreises einen Turnplatz auf dem Bückeberg anzulegen. Dieser lag in der Nähe des Jahn-Turmes, ist heute jedoch eingeebnet und nicht mehr sichtbar.
Die ab 1935 auf dem Bückeberg durchgeführten jährlichen Bergturnfeste hießen zunächst Jahn-Erinnerungsturnen. Das erste fand am 11. August 1935 statt. Oberturnwart und Organisator war Ernst Stahlhut, der einen Bergturnfest-Ausschuss ins Leben rief.
Im Gegensatz zu den meisten anderen Bergsportfesten fanden die Veranstaltungen sogar durchgängig während des Zweiten Weltkrieges mit einer als „außerordentlich gut“ beschriebenen Beteiligung statt, so beispielsweise am 24. August 1944. Viele der Turner kamen direkt von der Front während des Heimaturlaubes zum Bückeberg, darunter auch der Organisator Stahlhut.

### 1945 bis 1985
Aussetzen musste die Veranstaltung dann jedoch aufgrund der Beschränkungen durch die britische Besatzungsmacht nach dem Ende des Krieges im Jahr 1945. Turnverbände durften sich noch nicht wieder neu konstituieren, da Sportvereine und -verbände durch die Zeit von 1933 bis 1945 als Träger nationalsozialistischer Ideologie galten. Das erste Nachkriegs-Bergturnfest auf dem Bückeberg fand daher unter der Regie des Sportkreises erst im Jahr 1946 statt.
Im Jahr 1948 wurde das Jahn-Erinnerungsturnen neu benannt, es hieß seitdem Jahn-Bergturnfest auf den Bückebergen. 1960 konnte das 25-jährige Bestehen gefeiert werden.
Der Turnbezirk Hannover übertrug die Zuständigkeit für das Jahn-Bergturnfest im Jahr 1966 an den Turngau Schaumburg. Der nun gebildete Bergturnfest-Ausschuss stand künftig unter der Leitung von Hermann Harting.
Nach der Umwidmung der alten Steinhauer-Siedlung der Obernkirchener Sandsteinbrüche in das Jugend-, Bildungs- und Freizeit-Centrum Bückeberg (JBFC) ab Mitte der 1970er Jahre wurden die in diesem Kontext entstandenen neuen Sportanlagen ab 1979 Veranstaltungsort des Jahn-Bergturnfestes. Die zu diesem Komplex gehörende Mehrzweckhalle wurde seitdem als Wettkampf- und Organisationsbüro der Veranstaltung genutzt.
Im Jahr 1985 war das 50. Jubiläum des Jahn-Bergturnfestes, das mit einem Festumzug und einer Festveranstaltung begangen wurde.

### 1985 bis heute

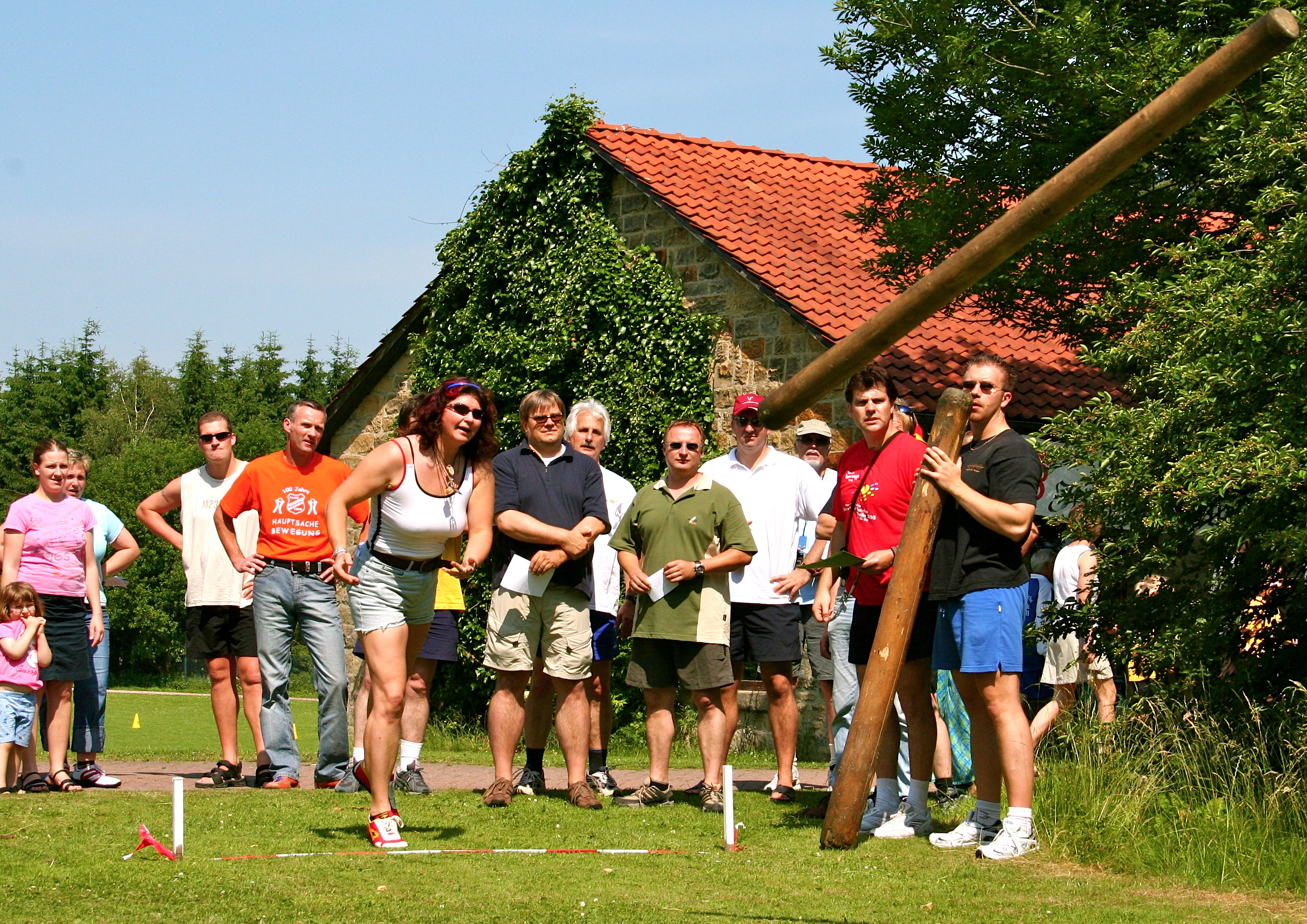
2006 – Urtümliches Baumstammwerfen

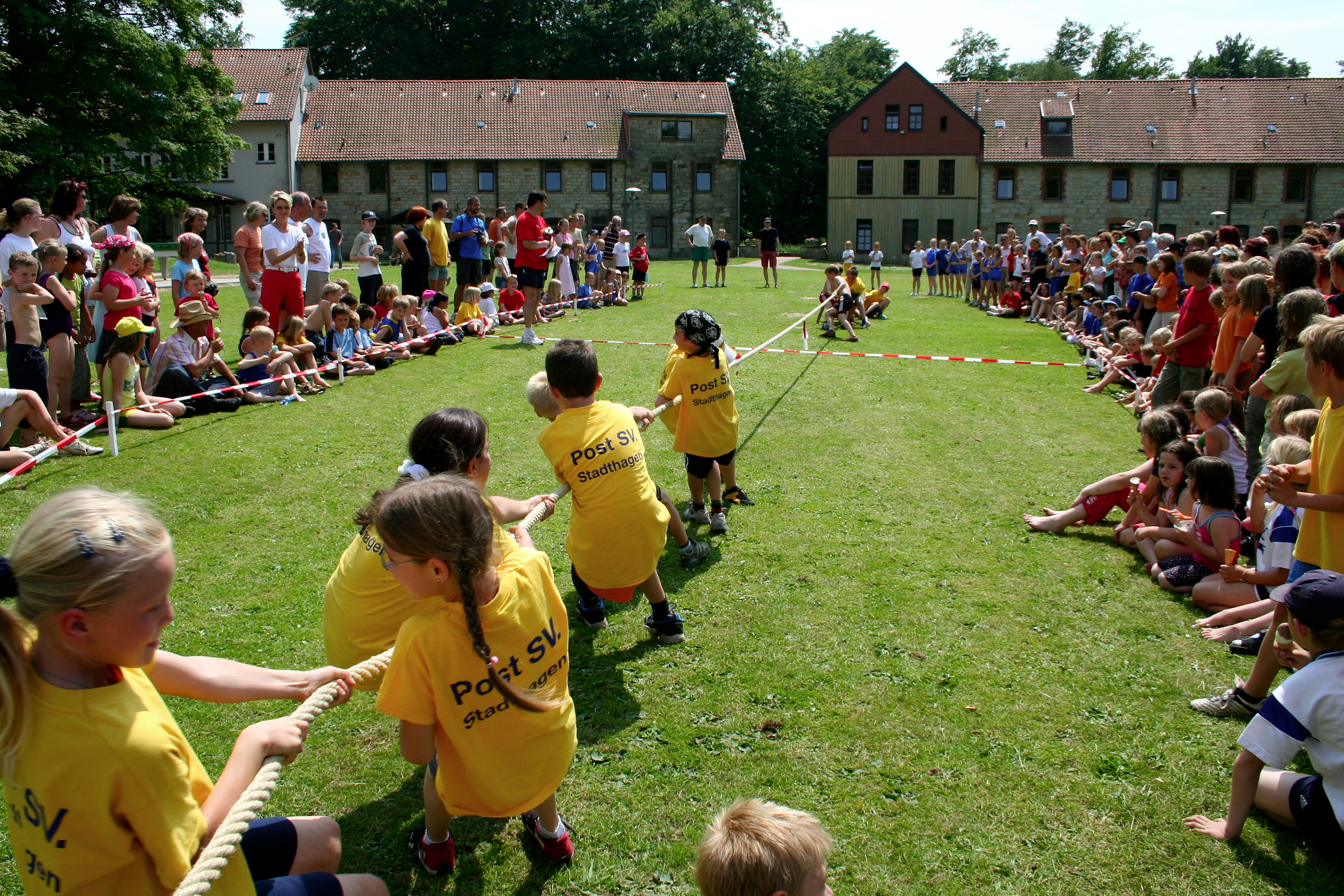
2006 – Das beliebte Tauziehen. Im Hintergrund die ehemalige Siedlung für Arbeiter der Obernkirchener Sandsteinbrüche

Ab 1995 wurde das bislang parallel zum Jahn-Bergturnfest stattfindende Schaumburger Kinder- und Jugendturnfest eingegliedert und findet seitdem als Einheit statt, wodurch die Teilnehmerzahlen des Jahn-Bergturnfestes um viele hundert Kinder und Jugendliche gesteigert wurden.
Seit dem Jahr 2001 ist der Olympia-Medaillengewinner im Kunstturnen, Bernd Jäger, an der Organisation des Bergturnfestes beteiligt, eine bedeutende Unterstützung auch bei den Turnschauen. Hermann Harting, dem die Organisation und Leitung knapp vier Jahrzehnte oblag, übergab 2005 an seinen Nachfolger Olaf Köhler. 2010 wurde das 75. Jubiläum des Jahn-Bergturnfestes mit einer Festveranstaltung und einem Festumzug gefeiert. Im Jahr 2011 wurde erstmals ein eigenes Logo der Veranstaltung kreiert, das den Event künftig symbolisieren und sukzessive in allen Anwendungsbereichen eingeführt wird.

## Gelände
Die Grundlage für das Jahn-Bergturnfest wurde in den Jahren 1934/35 mit dem Aufschütten von Abraum der Obernkirchener Sandsteinbrüche geschaffen. Als Wettkampfgelände wurde das Areal vor dem Gasthaus Zum Bückeberg als geeignet empfunden, von dem man zur damaligen Zeit eine gute Fernsicht in das Umland hatte. Das Gasthaus diente während der Veranstaltungen als Wettkampfbüro. Seit 1979 werden die neu angelegten Sportanlagen des nahegelegenen Jugend-, Bildungs- und Freizeit-Centrums Bückeberg (JBFC) genutzt.
Die ausgedehnten Sportanlagen sind komplett von Wald umgeben. Eine angrenzende Waldlichtung wurde zur Jahn-Wiese, die alljährlich das große Zeltlager der Athleten und ihrer Begleiter beherbergt. Die unterschiedlichen Sportanlagen eignen sich für eine Vielzahl von Sportarten und -disziplinen, so auch die angegliederte Mehrzweckhalle. Auch das Umfeld lässt sich in die Wettbewerbe einbeziehen.

## Wettkampfprogramm

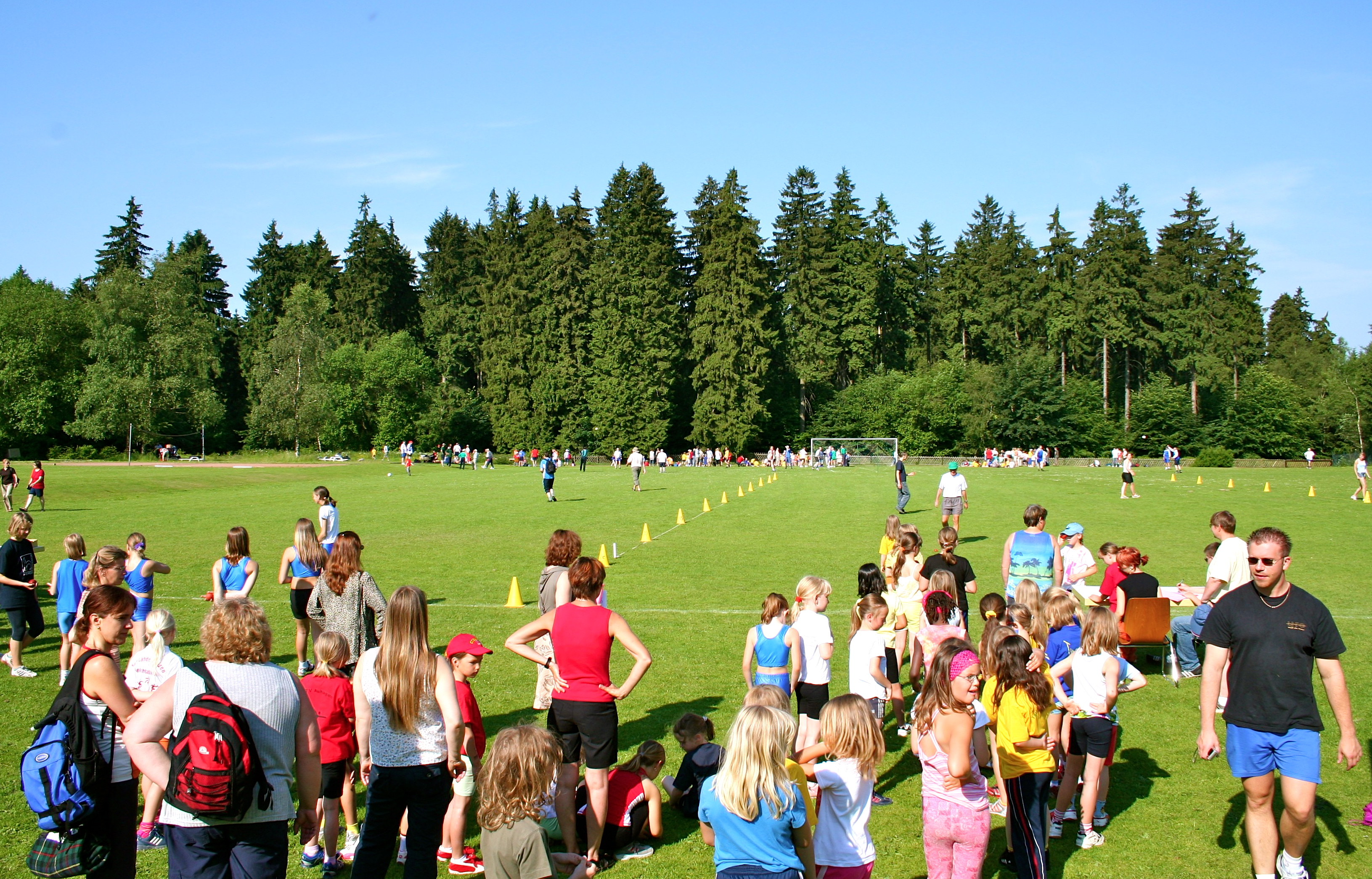
2006 – Die leichtathletischen Wettkämpfe auf weitläufigem Gelände

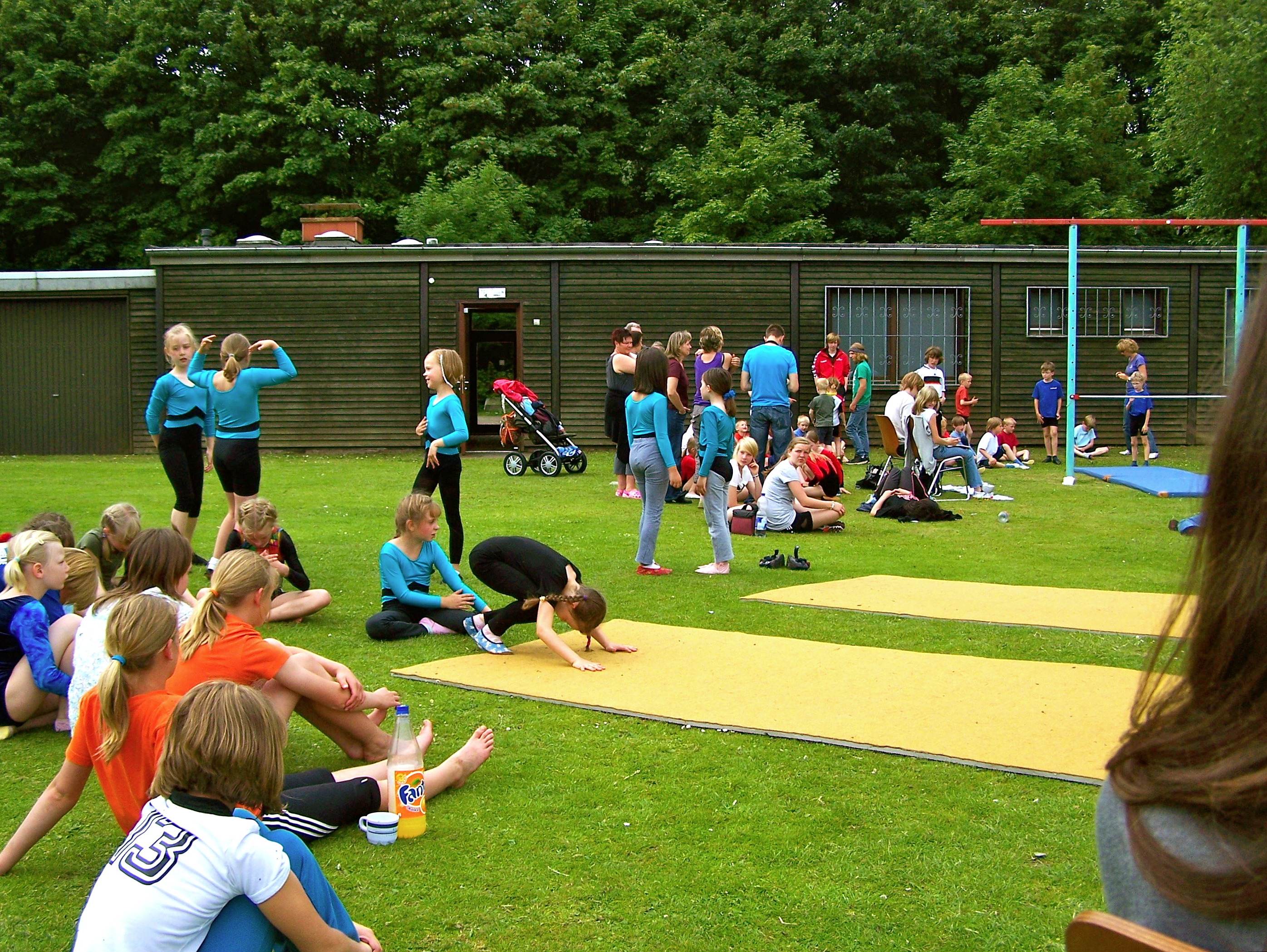
2009 – Bodenturnen der Jüngsten

### Sportarten
Zu den Sportarten, die während des ehemaligen Jahn-Erinnerungsturnens bzw. des heutigen Jahn-Bergturnfestes angeboten wurden, zählten Faustball, Fitness, Gymnastik, Leichtathletik, Schwimmen, Turnen, Volleyball und Wandern. Aktuell werden Wettbewerbe in Fitness, Leichtathletik, Schwimmen, Turnen und Wandern veranstaltet.

### Wettkampfdisziplinen
Im Jahr 2011 werden folgende Wettbewerbe ausgeschrieben:
- Ernst-Stahlhut-Werfervierkampf (Baumstammwerfen, Ger- und Hufeisen-Zielwerfen, Steinstoßen)
- Geocaching
- Gerätturnen-Dreikampf (Boden, Reck, wahlweise Barren oder Schwebebalken)
- Hermann-Harting-Gedenklauf (Langstrecken-Gelände-Staffellauf)
- Kin-Ball
- Leichtathletischer Dreikampf (Sprint-, Sprung- und Wurfwettbewerbe nach Alter und Geschlecht differenziert)
- Schwimm-Dreikampf (wahlweise Brust, Rücken, Kraulen, Freistil)
- Tauziehen
- Trampolinturnen
- Wandern[4] im Rahmen des Kreis-Wandertages

In Erinnerung an zwei herausragende Persönlichkeiten, die sich über Jahrzehnte um das Jahn-Bergturnfest verdient gemacht haben, wurden der Ernst-Stahlhut-Werfervierkampf und der Hermann-Harting-Gedenklauf benannt.

### Höchstleistungen
1944 erzielte Ernst Walthemathe beim Waldlauf über 3000 Meter den damaligen Schaumburger Rekord von 8:56,1 min. Im Jahr 1948 sprang Friedel Schirmer (Stadthagen) beim Hochsprung ohne Matten 1,78 m. Schirmer war später siebenfacher Deutscher Meister und Fahnenträger der deutschen Nationalmannschaft bei den Olympischen Spielen 1952 in Helsinki, Finnland.

## Organisation

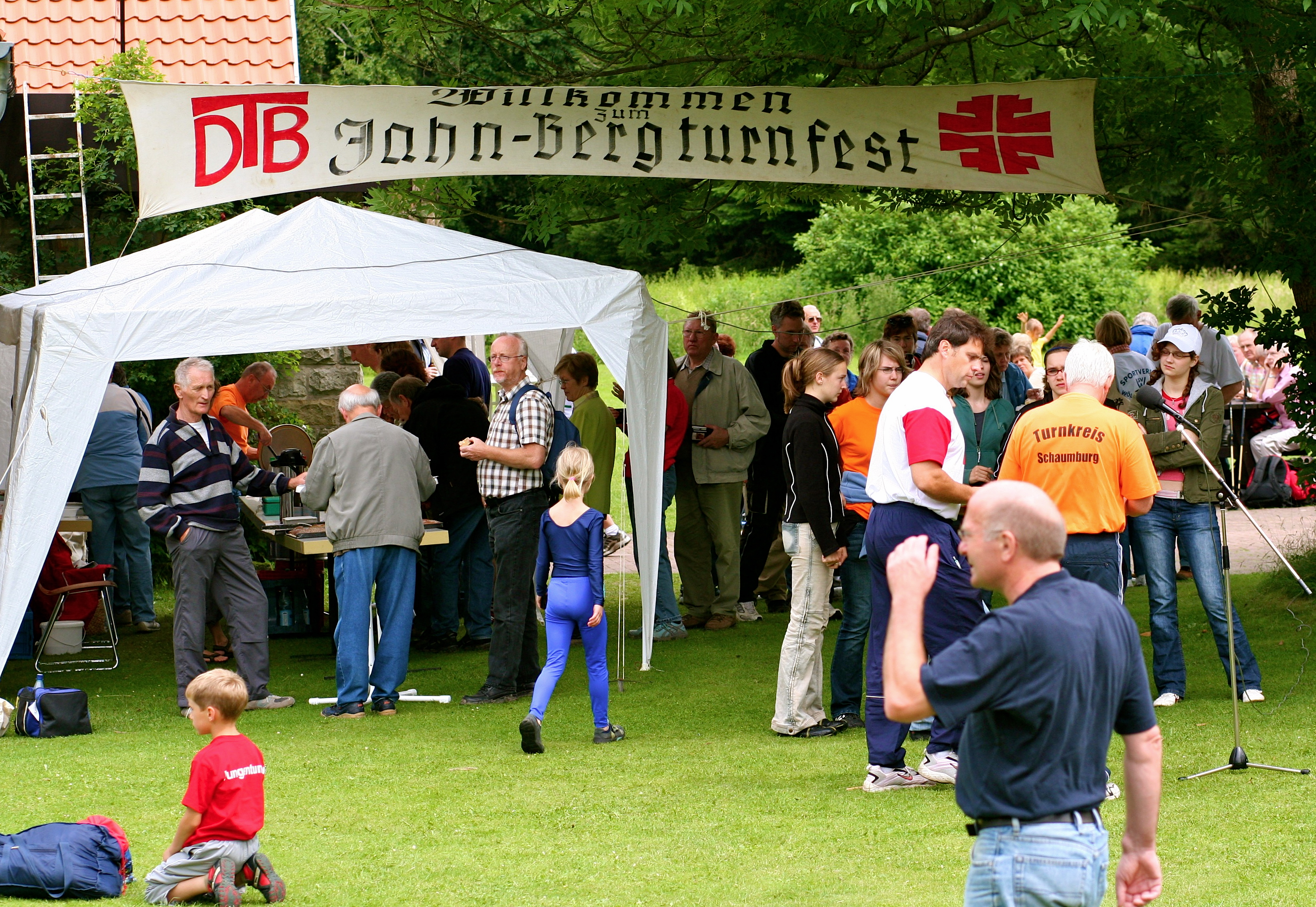
2007 – Bei der Organisation der Veranstaltungen kommt es vor allem auf Motivation, Koordination und optimale zeitliche Abstimmung der zahlreichen Volunteers an, immer wieder auch auf ein gewisses Improvisationstalent

### Volunteering
Ein wichtiges Element des Jahn-Bergturnfestes ist seit jeher das ehrenamtliche Engagement der zahlreichen Helfer, die es Jahr für Jahr ermöglicht haben, dass diese Veranstaltung im Jahr 2010 bereits 75 Jahre besteht. Unter anderen sind das Deutsche Rote Kreuz (DRK) für die Erste Hilfe, die Deutsche Lebens-Rettungs-Gesellschaft (DLRG) beim Schwimmen und das Technische Hilfswerk (THW) mit einem großen Zelt vor Ort. Ob Konzeption, Organisation, Verwaltung, Internet, Fotografie und Video, Öffentlichkeitsarbeit und Werbung, Promotion oder Merchandising, Kampfgericht, turnerische Hilfestellung oder Catering, überall werden ständig freiwillige Helfer jeden Alters mit entsprechendem Know-how gesucht.

### Veranstalter
Veranstalter des Jahn-Bergturnfestes und des parallel stattfindenden Schaumburger Kinder- und Jugendturnfestes ist der Jahn-Bergturnfest-Ausschuss im Turnkreis Schaumburg des Niedersächsischen Turner-Bundes e. V.

### Logo

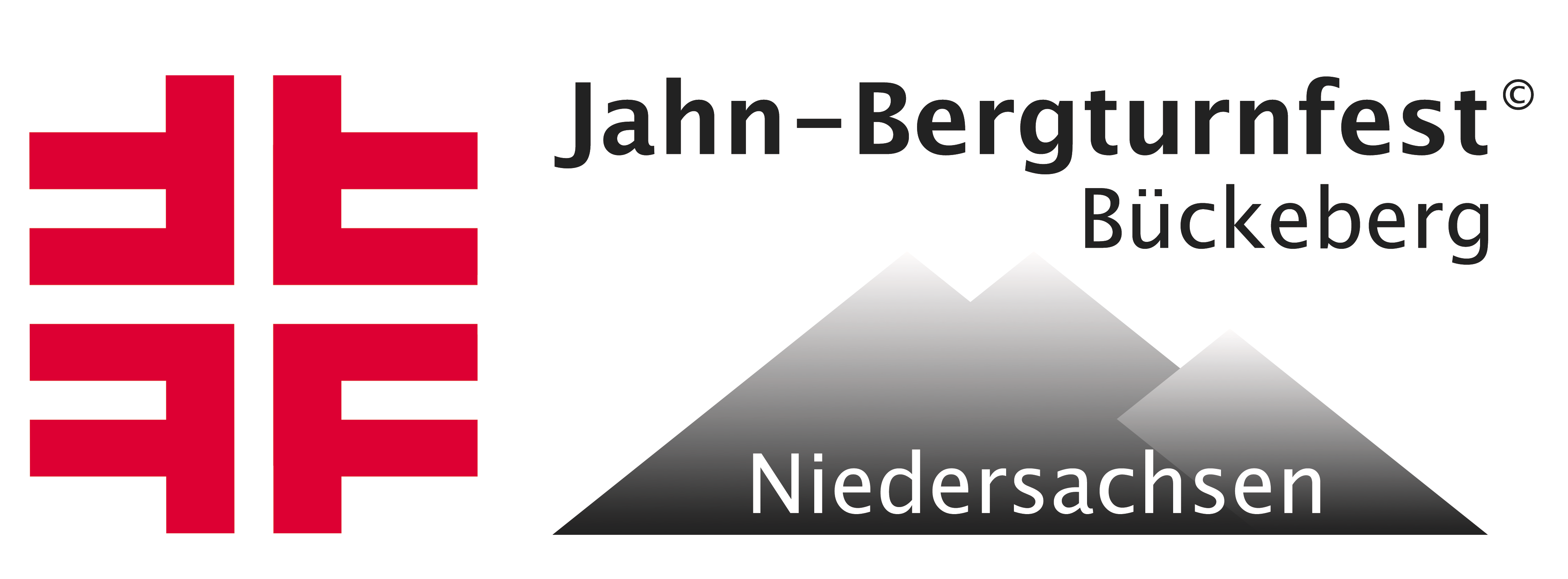
Logo des Jahn-Bergturnfestes, © Jahn-Bergturnfest-Ausschuss 2011

Das ab Herbst 2010 entwickelte, im Februar 2011 vorgestellte und vom Jahn-Bergturnfest-Ausschuss am 2. April bestätigte neue Logo der Veranstaltung zeigt das aktuelle Markenzeichen 4 F (Turnerkreuz) des Deutschen Turner-Bundes in Verbindung mit einer stilisierten dreizügigen Mittelgebirgssilhouette, welche die Erhebungen des Bückeberges symbolisiert. Beide Grafiken stehen in dieser Kombination für den Begriff „Bergturnfest“. Das Logo im Kontext des künftigen Corporate Design (CD) der Veranstaltung basiert auf der eingeführten Farb- und Logowelt des Deutschen Turner-Bundes.
Das Logo dient als künftiges Identifikationsmerkmal des Events und wird neben der offiziellen serifenlosen Schriftart Lucida Grande (Mac OS X) für den Event sukzessive für alle Anwendungsbereiche eingeführt. Damit verbunden ist ein durchweg einheitliches Erscheinungsbild der Veranstaltung, das für einen zeitgemäßen und professionellen Gesamtauftritt stehen soll und mit einem entsprechenden Anspruch verbunden ist. Im Zuge dieser Maßnahmen soll die Internetpräsenz der Veranstaltung bis Ende März 2011 ebenso komplett umgestaltet werden wie sämtliche internen und externen Prints (Korrespondenz, Poster, Wettbewerbsformulare, Urkunden), Medaillen und Pokale, Hinweisschilder, Fahnen und Banner, die Bekleidung der ehrenamtlichen Helfer (engl. volunteers), Promotion-Artikel, Merchandising-Produkte etc.

### Termin
Als jährlicher Veranstaltungstermin gilt der Monat Juni, vor den Schulsommerferien. Für das Jahr 2011 wurde vom 24. bis 26. Juni fixiert, für 2012 22. bis 24. Juni (Der Veranstalter gibt für 2012 leider seit längerer Zeit falsche Daten an).

### Infrastruktur
Vor der Veranstaltung wird von den teilnehmenden Gruppen bzw. Vereinen ein größeres Zeltlager auf der Jahn-Wiese errichtet, auf dem auch das große Jahn-Ehrenmal steht. Die Teilnehmer können die sanitären Einrichtungen des JBFC Bückeberg nutzen. Für Teilnehmer, Volunteers und Zuschauer wird ein Catering angeboten. Die Mehrzweckhalle auf dem Wettkampfgelände wird unter anderem als Wettkampfbüro, Info Point und zentrale Anlaufstelle für Organisatoren, Helfer, Trainer, Betreuer, Aktive und Zuschauer genutzt.
Das Wettkampfgelände auf dem Bückeberg ist barrierefrei zugänglich, gleiches gilt für Umkleidekabinen, Duschen und WCs. Bei entsprechender Nachfrage sind Wettkämpfe für behinderte Sportler möglich. Selbst Gruppen-/Schulungs-/Seminarräume mit entsprechender Technik sind vorhanden.
Der Großteil der Wettbewerbe, inklusive der  Schwimmwettkämpfe (Obernkirchen), findet unter freiem Himmel statt, ein kleinerer Anteil, das Trampolinturnen, in einer Turnhalle (Stadthagen).

### Preise

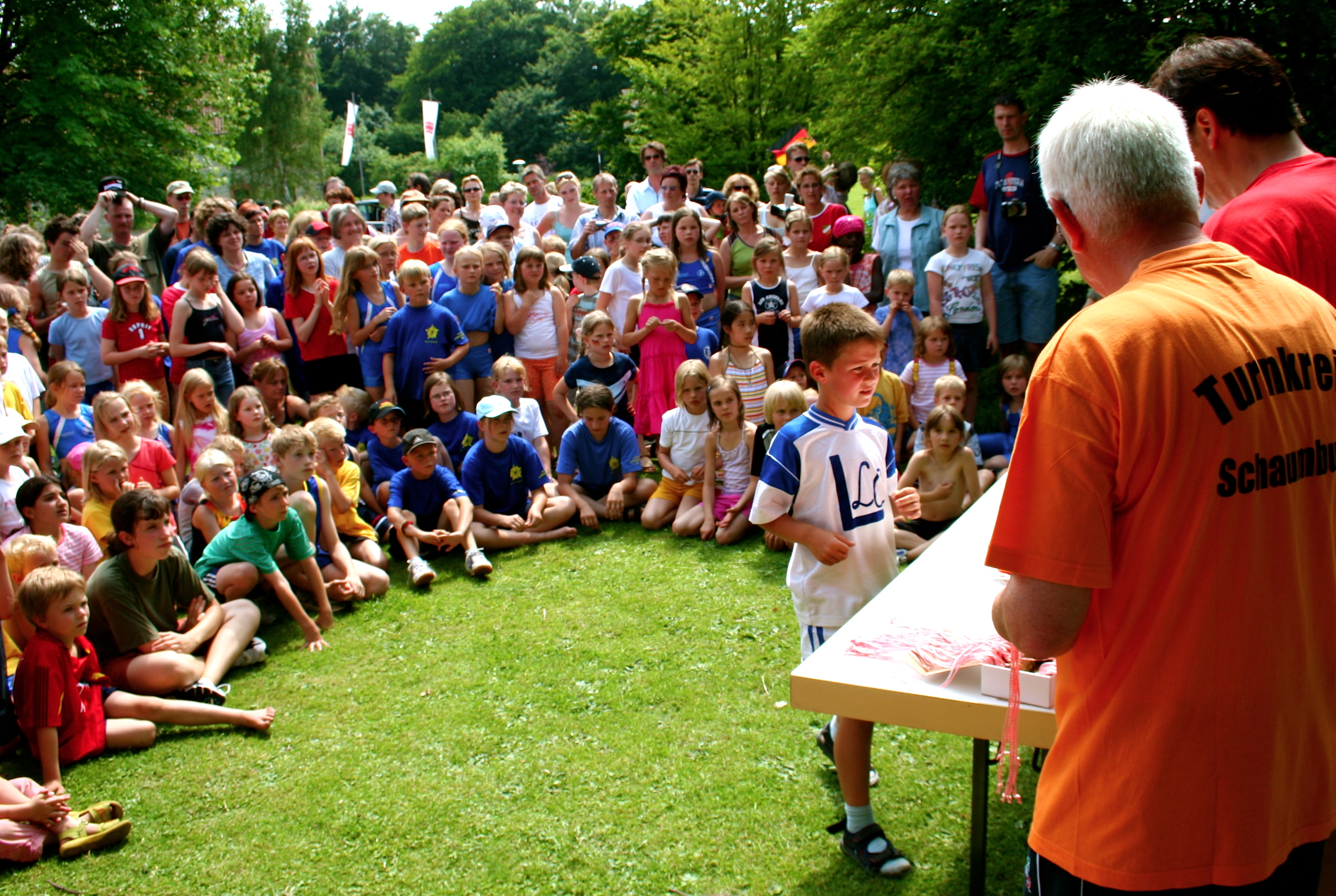
2006 – Siegerehrung

Die Siegerehrung findet seit einigen Jahren nicht mehr zentral nach Abschluss aller Wettkämpfe statt, sondern unmittelbar nach der Auswertung jeder einzelnen Wettkampfdisziplin. Überreicht werden Urkunden, Medaillen, Pokale und Wanderpreise.

### Rahmenprogramm
- Ökumenische Andacht
- Großes Zeltlager
- Disco
- Get-together im Kaminraum
- Großes Lagerfeuer
- Gemeinsames Grillen
- Exkursion zu den Dinosaurier-Spuren auf dem Bückeberg
- weitere Angebote bei entsprechender Nachfrage

Im Rahmen des Jahn-Bergturnfestes wird ab 2011 eine gemeinsame ökumenische Andacht mit Bischof Karl-Hinrich Manzke von der Evangelisch-Lutherischen Landeskirche Schaumburg-Lippe angeboten und damit gleichzeitig eine alte Tradition bei Bergturnfesten neu belebt. Neben dem Einrichten des großen Zeltlagers auf der dem Wettkampfgelände benachbarten Jahn-Wiese können sich die Kinder und Jugendlichen in einer abendlichen Disco mit viel Tamtam im großen THW-Zelt austoben, während die Erwachsenen den Abend mit einem gemütlichen Get-together im Kaminraum des Jugend-, Bildungs- und Freizeit-Centrums Bückeberg ausklingen lassen. Bei geeigneter Witterung ergibt sich zudem Gelegenheit, ein großes Lagerfeuer zu entzünden und zu grillen. Zur Unterhaltung in Wettkampfpausen stehen beispielsweise eine große luftgepolsterte Hüpfburg, Open-Air-Tischtennis, ein Basketball- und ein Volleyballplatz sowie Open-Air-Tischfußball zur Verfügung. Als Option wird beispielsweise eine Exkursion in die benachbarten Obernkirchener Sandsteinbrüche angeboten, in denen 2008 Spuren von Dinosauriern entdeckt worden sind. Darüber hinaus können vor hervorragend geeigneter Kulisse außergewöhnliche Erinnerungsfotos von Riegen bzw. Mannschaften oder Einzelporträts organisiert werden (Links zu Beispielfotos bei den Einzelnachweisen). Während des Jahn-Bergturnfestes können Gruppen Fahrgemeinschaften für Ausflüge in die nähere Umgebung bilden, z. B. zum Steinhuder Meer oder zur Schachtschleuse und dem Wasserstraßenkreuz in Minden oder zum Essen bzw. Eisessen in den Kern der Altstadt der schönsten Orte in der nahen Umgebung.

#### Ehrenmale

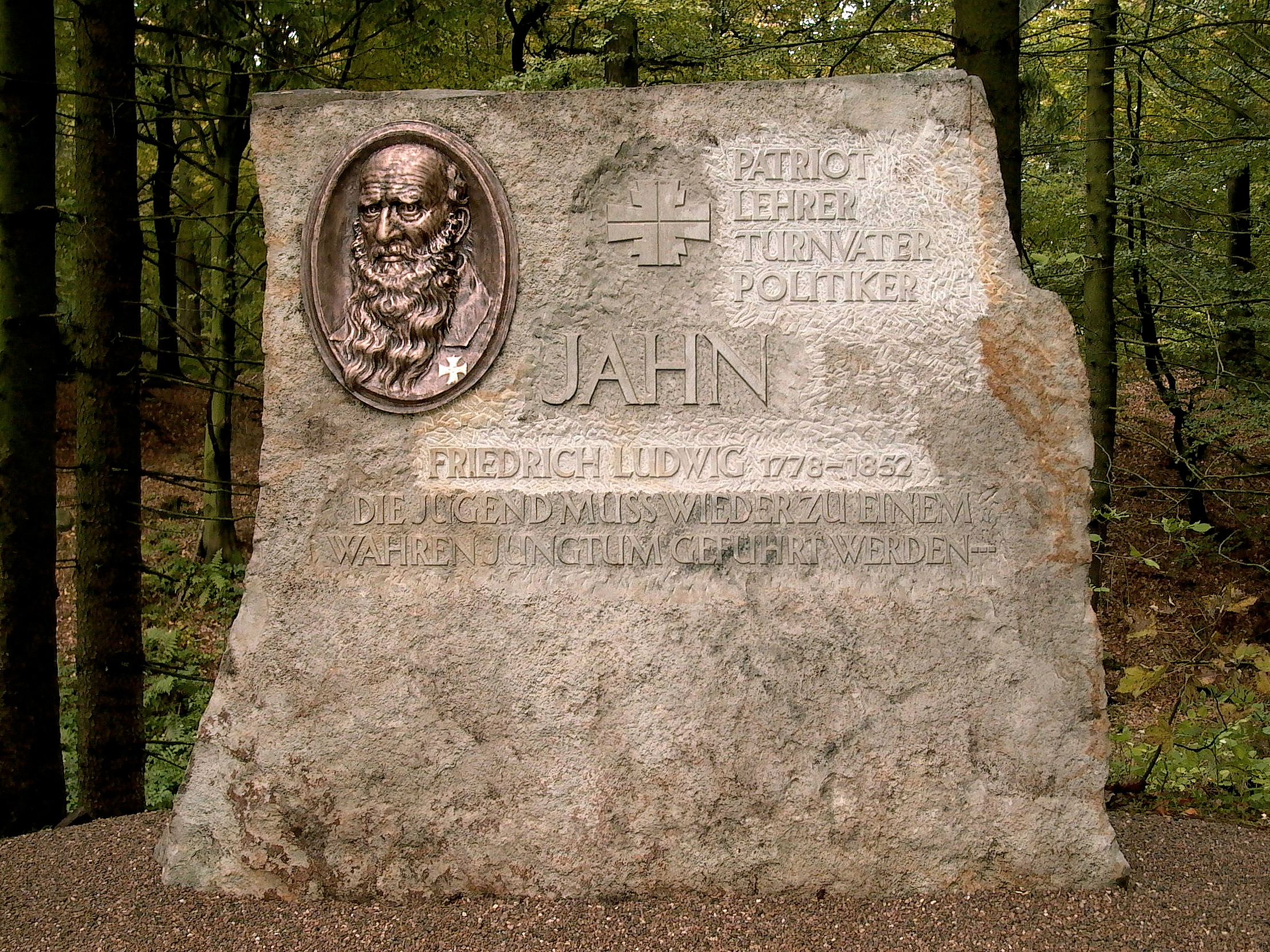
2010 – Jahn-Gedenkstein

Im unmittelbaren Umfeld des Jahn-Bergturnfestes steht der Jahn-Turm. Es gibt eine Jahn-Wiese, auf der als Reminiszenz an das Lebenswerk von Friedrich Ludwig Jahn 1955 ein Ehrenmal errichtet worden ist. Dieses zeigt das Turnerkreuz, den Namen des Turnvaters, sein Geburts- und Todesjahr 1778–1852 und die seinen Worten gemäße Widmung „Die Jugend muss wieder zu einem wahren Jungtum geführt werden“. Der Gedenkstein wurde 2009/2010 anlässlich des 75. Jubiläums des Jahn-Bergturnfestes mit Hilfe von Spenden restauriert, eine große bronzene Camée mit einem reliefartig strukturierten Porträt, die Vornamen und Lebensdaten sowie die charakterisierende Inschrift „Patriot, Lehrer, Turnvater, Politiker“ wurden zusätzlich angebracht. Die Camée ist eine Kopie, das Original befindet sich am Jahn-Gedenkstein im Blumenwall in Rinteln, der schon seit dem 9. Juni 1912 besteht. Neben der Mehrzweckhalle des JBFC Bückeberg wurde ein Gedenkstein für den Begründer des Bergturnfestes, Ernst Stahlhut, gesetzt. Während der Veranstaltungen wird seinem Wirken und seiner Person gedacht.

#### Jubiläen
Bei Jubiläen finden zudem eine Jahn-Ehrung, ein Festumzug, eine Festveranstaltung und eine abschließende Turnschau statt.